# Salignac-Eyvigues
Salignac-Eyvigues è un comune francese di 1 200 abitanti situato nel dipartimento della Dordogna nella regione della Nuova Aquitania.

## Monumenti e luoghi d'interesse
- Castello di Salignac, dichiarato monumento nazionale nel 1969
- Giardini del maniero d'Eyrignac

## Società

### Evoluzione demografica

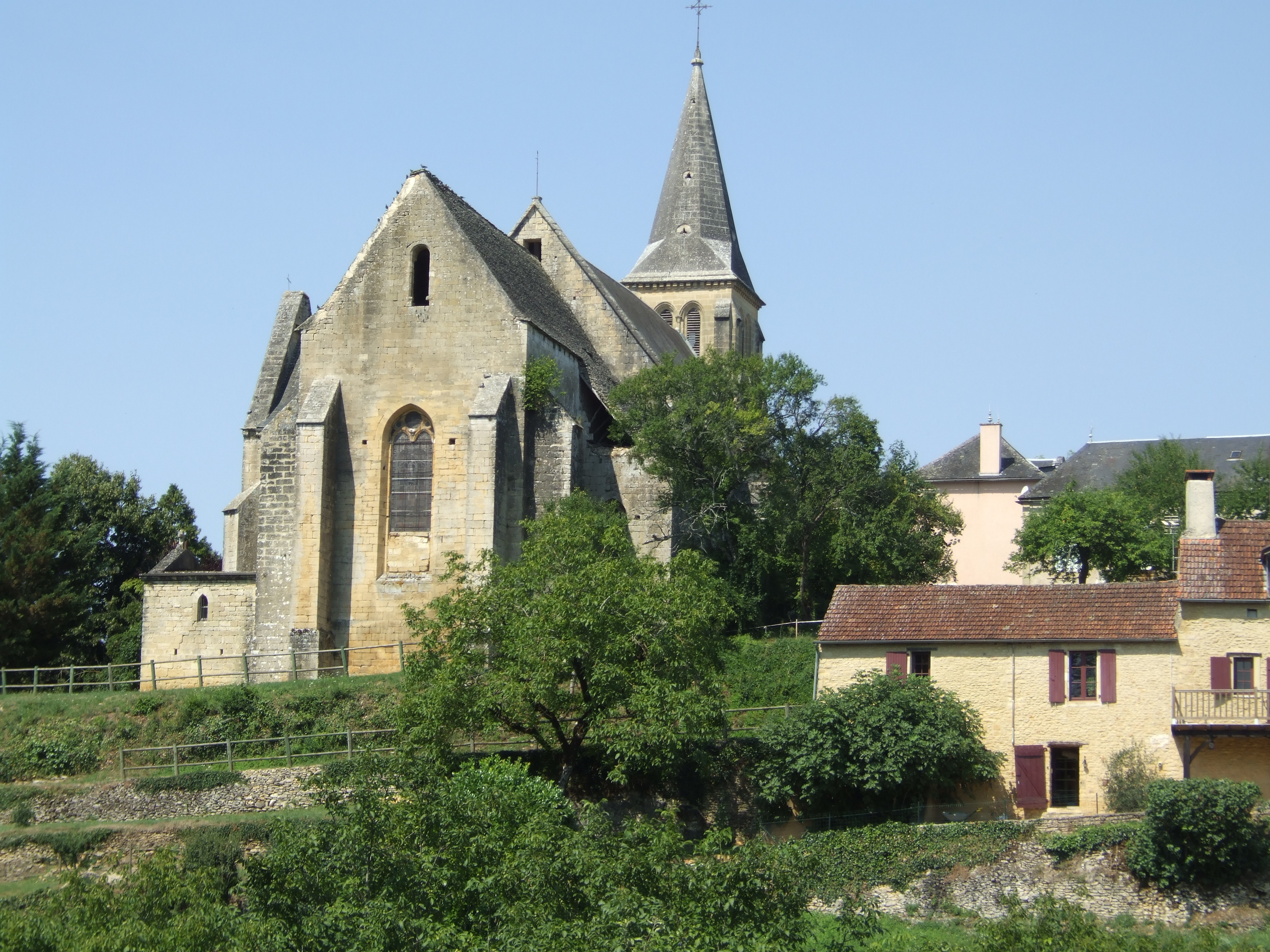
Chiesa parrocchiale di Salignac-Eyvigues

Abitanti censiti

## Amministrazione

### Gemellaggi
- Saasenheim, Francia